# Lygarina silvicola
Lygarina silvicola là một loài nhện trong họ Linyphiidae.
Loài này thuộc chi Lygarina. Lygarina silvicola được Alfred Frank Millidge miêu tả năm 1991.